# 维拉多鲁
维拉多鲁是巴西圣保罗州的一个市镇。总面积219.044平方公里，总人口18110人，人口密度82.7人/平方公里。